# Zygosepalum angustilabium
Zygosepalum angustilabium är en orkidéart som först beskrevs av Charles Schweinfurth, och fick sitt nu gällande namn av Leslie Andrew Garay. Zygosepalum angustilabium ingår i släktet Zygosepalum och familjen orkidéer. Inga underarter finns listade i Catalogue of Life.